# Ford LTD (1969–1972)
Der Ford LTD der Modelljahre 1969 bis 1972 ist ein Full-Size-Pkw des US-amerikanischen Automobilherstellers Ford, der in verschiedenen Karosserieversionen und Ausstattungslinien angeboten und in vier Jahren fast 1,75 Millionen Mal verkauft wurde. Er war die zweite Generation der nordamerikanischen LTD-Reihe. Der LTD war in dieser Zeit (abgesehen vom Thunderbird) das Spitzenmodell und zugleich der größte und schwerste Pkw der Marke Ford. Baugleiche, aber preiswertere Schwestermodelle wurden unter den Bezeichnungen Custom und Galaxie verkauft. Eine besser ausgestattete und teurere Variante des LTD ist der Marquis von Mercury. In technischer Hinsicht hat der LTD außerdem Bezüge zum zeitgenössischen Lincoln Continental. Die Kombiversionen des LTD tragen die Zusatzbezeichnung Country Squire. Einige LTD-Varianten wurden mit Detailabweichungen auch in Südamerika und in Australien produziert.

## Entstehungsgeschichte

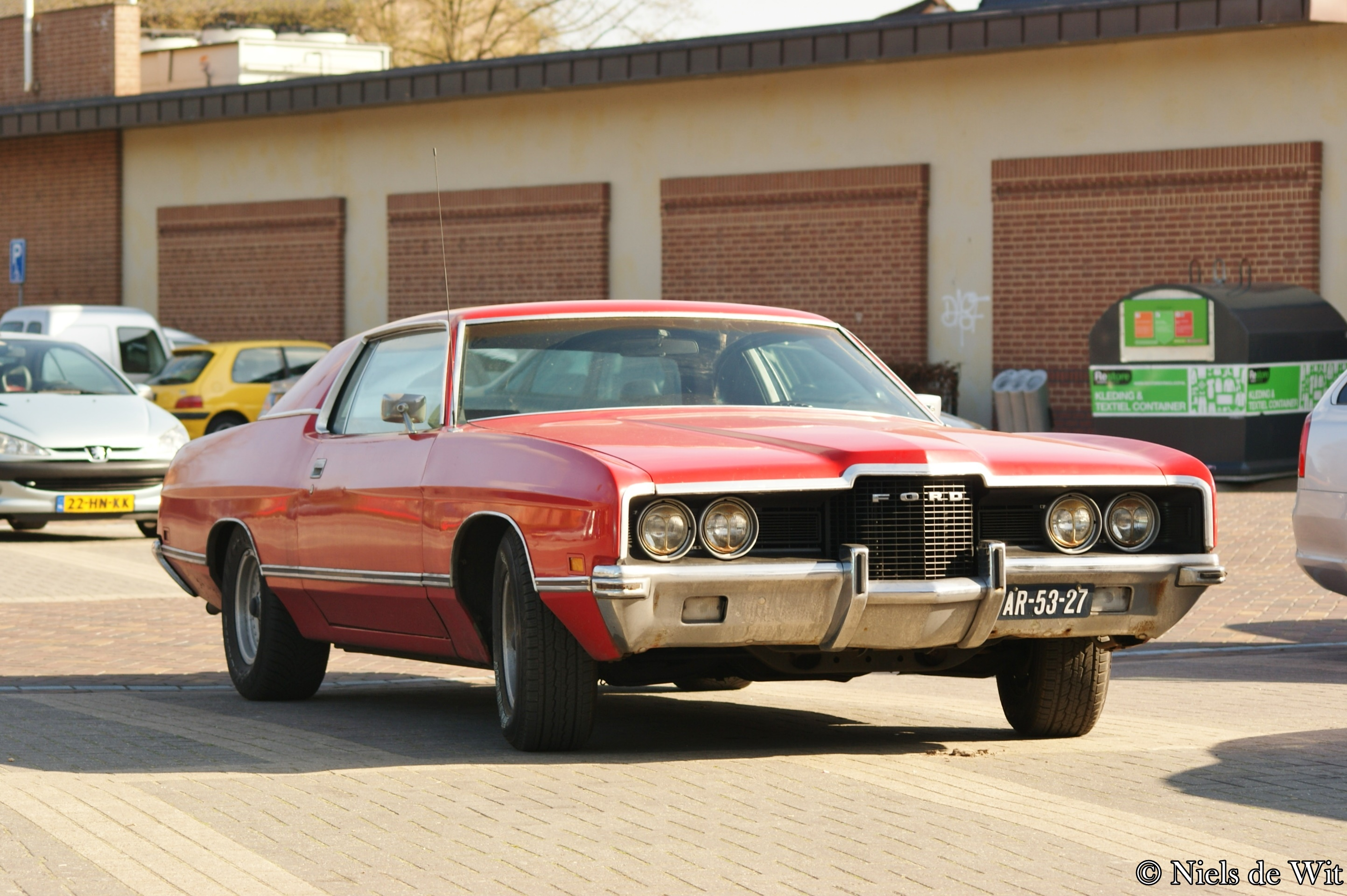
Baugleiches Schwestermodell: Ford Galaxie (1971)

Der LTD gehörte zu Fords Full-Size-Familie, die die größte Pkw-Reihe im Programm der Marke Ford darstellte.
In den 1960er-Jahren bestand Fords Full-Size-Reihe aus den weitestgehend baugleichen Modellen Custom und Galaxie, wobei der Custom das preiswerte Basismodell war. Ab 1965 war die Galaxie-Reihe gegen Aufpreis mit einem luxuriösen Ausstattungspaket mit der Bezeichnung „LTD“ erhältlich. 1967 wurde der LTD zu einem eigenständigen Modell oberhalb des Custom und des Galaxie. Als Ford 1969 seine Full-Size-Reihe aktualisierte, wurde die Dreigleisigkeit der Modelle Custom/Galaxie/LTD beibehalten.
Der 1969 eingeführte LTD wird üblicherweise als die zweite LTD-Generation angesehen. Den meisten Dokumentationen zufolge endete diese Generation mit Ablauf des Modelljahrs 1972, sodass die von 1973 bis 1978 gebauten LTDs, die bei unveränderter Technik eine neue Karosserie haben, als dritte Generation gezählt werden.

## Modellbeschreibung

### Chassis und Fahrwerk

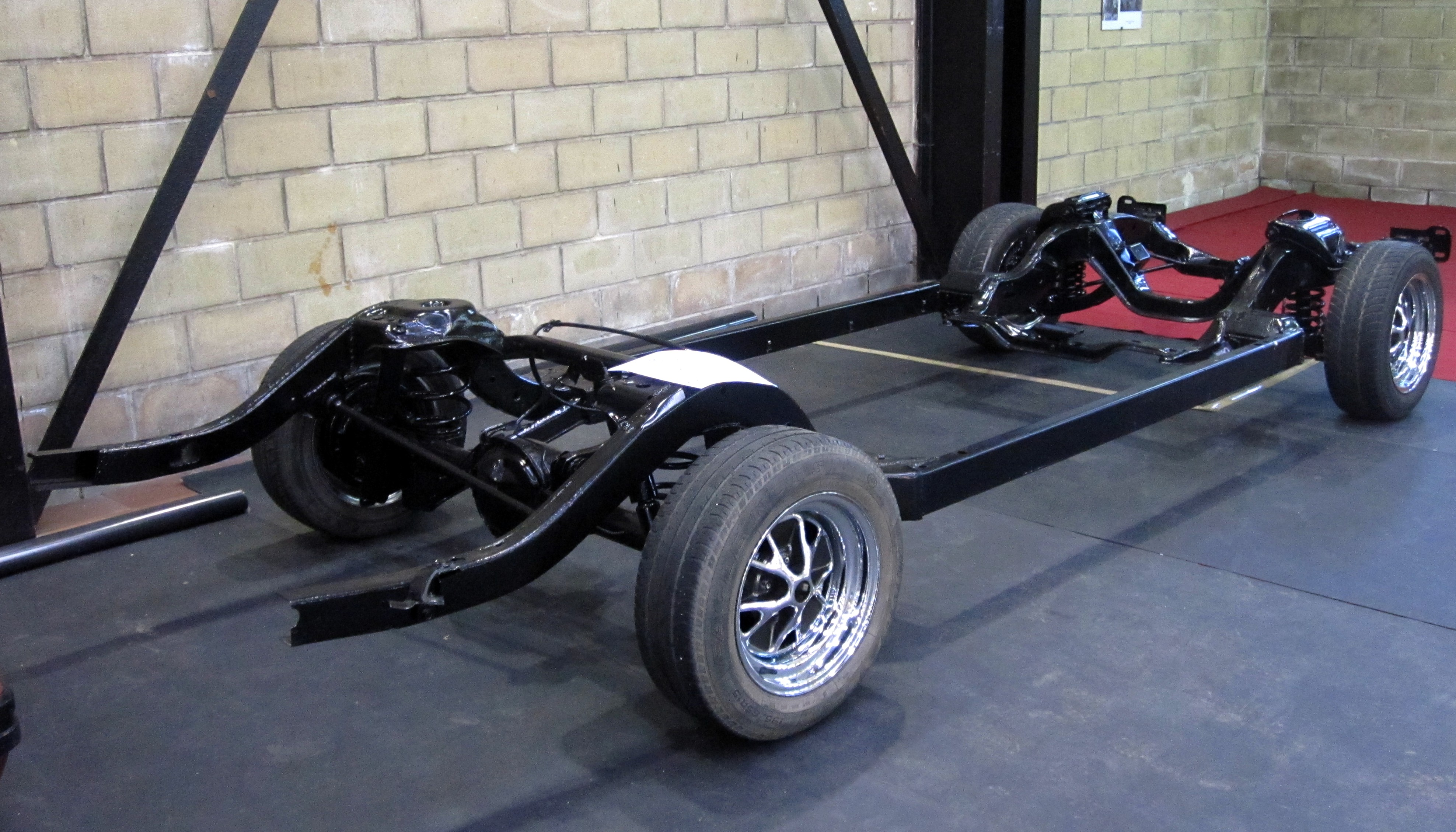
Chassis eines Ford LTD (1973)

Der Ford LTD hat einen separaten Rahmen mit aufgesetzter Karosserie. Im Vergleich zu Fords vorangegangener Full-Size-Generation ist der Radstand der ab 1969 gebauten Autos um 51 mm (2 Zoll) länger. Technisch stimmen Rahmen und Fahrwerk des Ford mit denen der zeitgenössischen Full-Size-Mercurys überein, allerdings ist der Radstand der zwei- und viertürigen Mercurys 76 mm länger als der des Ford. Auch der noch mal längere Lincoln Continental hat dieses Fahrgestell.
Die Vorderräder sind einzeln aufgehängt, hinten ist es eine Starrachse. An allen vier Rädern sind Schraubenfedern eingebaut. Vorn kommen serienmäßig Scheibenbremsen zum Einsatz, hinten Trommelbremsen. Eine Servolenkung gehörte zur Serienausstattung.

### Karosserie

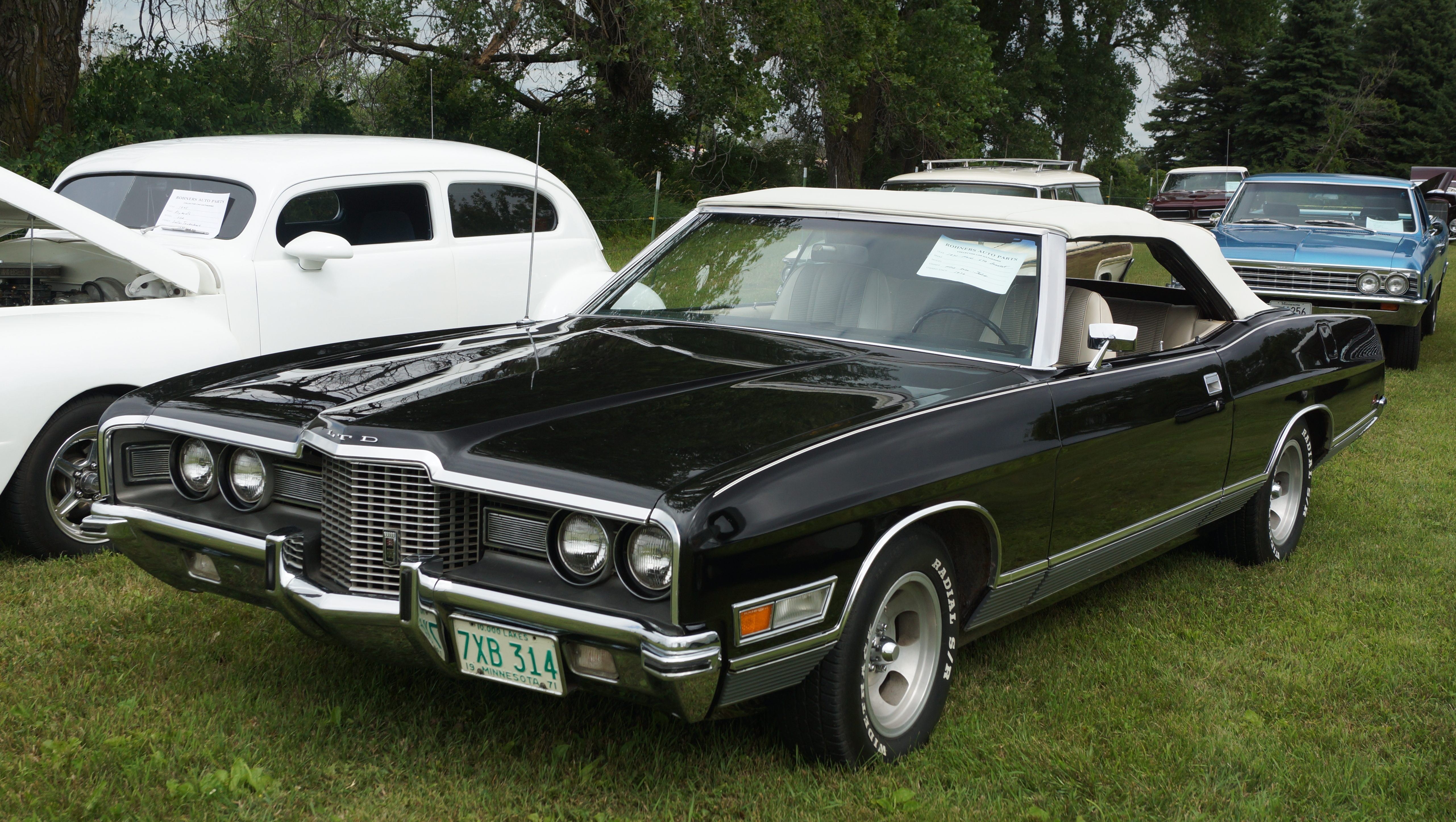
Knudsen-Nase an einem LTD Convertible (1971)

Die Ford LTD der Modelljahre 1969 bis 1972 haben Stahlblechkarosserien, die auf das Fahrgestell aufgesetzt wurden. Die Form der Aufbauten orientiert sich am Stil der ausgehenden 1960er-Jahre, der unter anderem von der Coke-Bottle-Linie geprägt ist und die sogenannte Knudsen-Nase in verschiedenen Ausprägungen zeigt. Die Karosserien erhielten jährlich Detailänderungen; ein größeres Facelift gab es für das Modelljahr 1971.
In diesen Jahren wurden folgende Karosserieversionen angeboten:
- zweitürige Hardtop-Coupés ohne B-Säule,
- viertürige Hardtop-Sedans ohne B-Säule,
- viertürige Sedans mit B-Säule (Pillared Hardtop-Sedans),
- viertürige Kombis mit Heckklappe sowie
- zweitürige Cabriolets (1971 und 1972), die Ford bis 1970 unter der formal eigenständigen Modellreihe Ford XL verkauft hatte und die nach Einstellung der XL-Reihe in die LTD-Palette integriert wurden.

### Motorisierungen und Kraftübertragung
Im Gegensatz zum preiswerteren Ford Custom, der bis 1972 serienmäßig mit einem Reihensechszylindermotor (Big Six) ausgeliefert wurde, waren die LTD dieser Generation ausschließlich mit Achtzylinder-V-Ottomotoren erhältlich. Alle Varianten des LTD waren serienmäßig mit einer Dreistufenautomatik ausgestattet.
| Übersicht über die Motorisierungen |                 |                            |                            |                            |                            |                            |                            |                            |                            |                            |                            |
| Bauart                             | Bauart          | Achtzylinder-V-Ottomotoren | Achtzylinder-V-Ottomotoren | Achtzylinder-V-Ottomotoren | Achtzylinder-V-Ottomotoren | Achtzylinder-V-Ottomotoren | Achtzylinder-V-Ottomotoren | Achtzylinder-V-Ottomotoren | Achtzylinder-V-Ottomotoren | Achtzylinder-V-Ottomotoren | Achtzylinder-V-Ottomotoren |
| Hubraum                            | cui             | 302                        | 351                        | 351                        | 351                        | 390                        | 400                        | 400                        | 429                        | 429                        | 429                        |
| Hubraum                            | cm³             | 4949                       | 5752                       | 5752                       | 5752                       | 6390                       | 6555                       | 6555                       | 7030                       | 7030                       | 7030                       |
| Leistung                           | SAE-PS (brutto) | 220                        | 250                        | 240                        |                            | 265                        | 260                        |                            | 320                        | 360                        |                            |
| Leistung                           | SAE-PS (netto)  |                            |                            |                            | 153                        |                            |                            | 172                        |                            |                            | 208                        |
| Modelljahr                         | 1969            | S                          | –                          | –                          | –                          | O                          | –                          | –                          | O                          | O                          | –                          |
| Modelljahr                         | 1970            | O                          | S                          | –                          | –                          | O                          | –                          | –                          | O                          | O                          | –                          |
| Modelljahr                         | 1971            | –                          | –                          | S                          | –                          | –                          | O                          | –                          | O                          | O                          | –                          |
| Modelljahr                         | 1972            | –                          | –                          | –                          | S                          | –                          | –                          | O                          | –                          | –                          | O                          |

### Abmessungen und Gewichte
Aufgrund seines Radstandes von 121 Zoll (3070 mm) wird der Ford LTD nach US-amerikanischen Maßstäben als Full-Size-Auto eingeordnet.
Die nachstehenden Angaben zum Leergewicht beziehen sich auf den LTD mit Stufenheck und vier Türen. Das Leergewicht der zweitürigen Versionen liegt auf annähernd gleichem Niveau, die Kombis der Country-Squire-Reihe sind etwa 400 kg schwerer. Angegeben sind die Daten für die Basisversion mit Basismotorisierung. Durch aufpreispflichtige Ausstattungsdetails und stärkere Motoren kann das Leergewicht um mehrere 100 kg steigen.
| Ford LTD 4 Door Sedan |            |             |                  |
| Modelljahr            | Länge (mm) | Breite (mm) | Leergewicht (kg) |
| 1969                  | 5468       | 2027        | 1698             |
| 1970                  | 5486       | 2027        | 1679             |
| 1971                  | 5491       | 2012        | 1777             |
| 1972                  | 5491       | 2012        | 1844             |

## Ausstattungslinien
Anfänglich war der LTD nur als Einheitsserie erhältlich; Abstufungen boten sich über die preiswerteren Schwestermodelle Custom und Galaxie. Ab 1970 gab es oberhalb des Basis-LTD den Ford LTD Brougham, der besser ausgestattet und etwa 120 US-$ teurer als der Basis-LTD war. Bis 1974 war der LTD Brougham die teuerste Variante der LTD-Reihe und (abgesehen vom Thunderbird) zugleich der teuerste Pkw der Marke Ford.

## LTD Country Squire

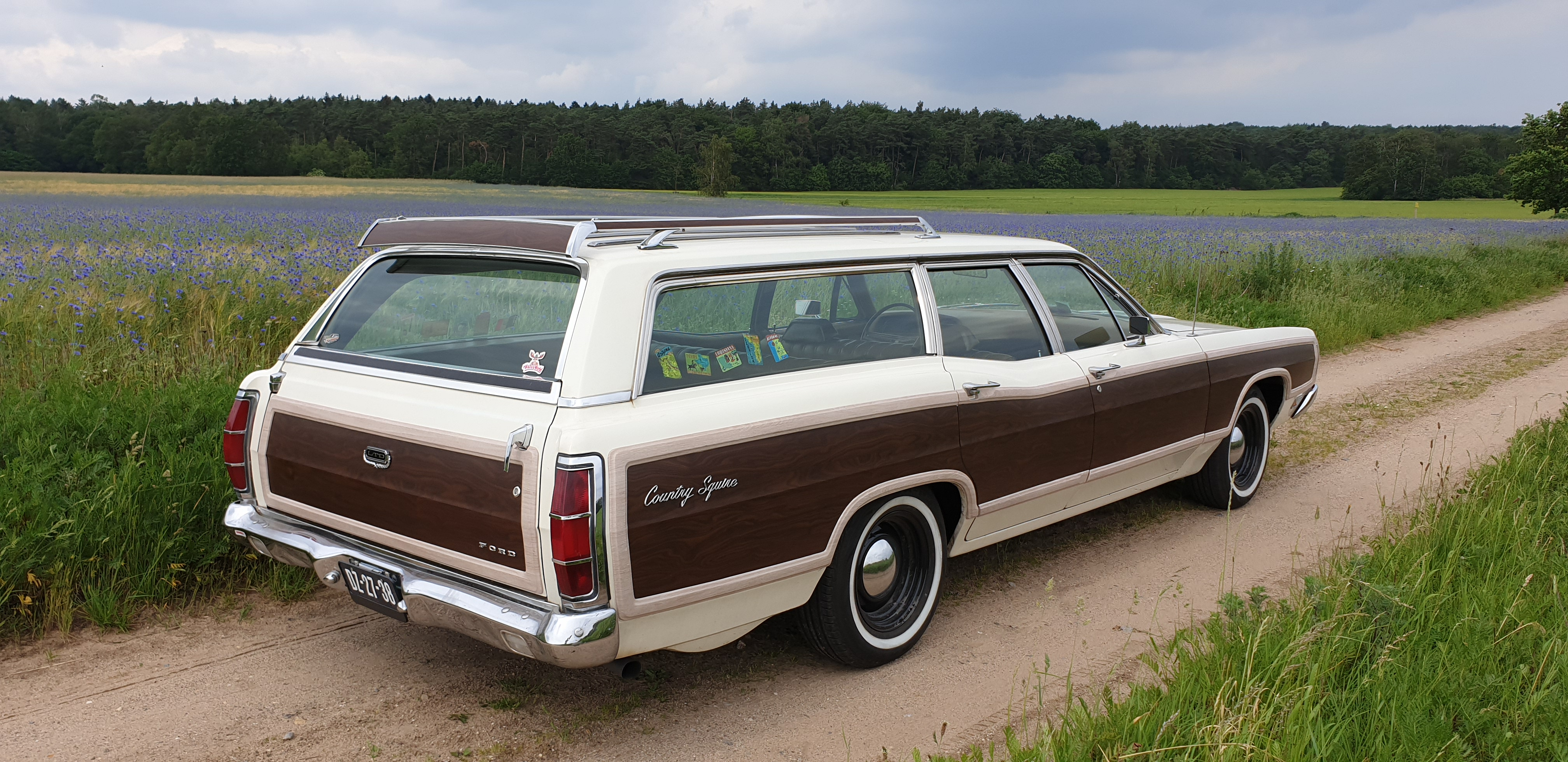
Ford LTD Country Squire (1970)

Bis 1968 waren die Ford Custom, Galaxie und LTD nur als zwei- und viertürige Stufenheckfahrzeuge erhältlich. Die von ihnen abgeleiteten Kombis bildeten formal eigenständige Modellreihen, auch wenn sie – abgesehen von der Heckpartie – technisch und stilistisch weitgehend mit den zwei- und viertürigen Full-Size-Autos übereinstimmten. Mit der Einführung der neuen Full-Size-Reihe zum Modelljahr 1969 verloren die Kombis ihre formale Eigenständigkeit. Ford ordnete sie den Modellreihen Custom, Galaxie und LTD zu. Die Verkaufsbezeichnungen lauteten danach Custom Ranch Wagon, Galaxie Country Sedan und LTD Country Squire.
Der LTD Country Squire war jeweils die teuerste und am besten ausgestattete Variante der großen Kombis. Er war wie die Stufenheckversionen des LTD ausschließlich mit Achtzylinder-V-Motoren erhältlich. Als Standardmotorisierung waren stärkere Varianten vorgesehen, die bei den Stufenheck-LTDs jeweils nur auf Wunsch und gegen Aufpreis zum Einsatz kamen.

## Die einzelnen Modelljahre

### 1969

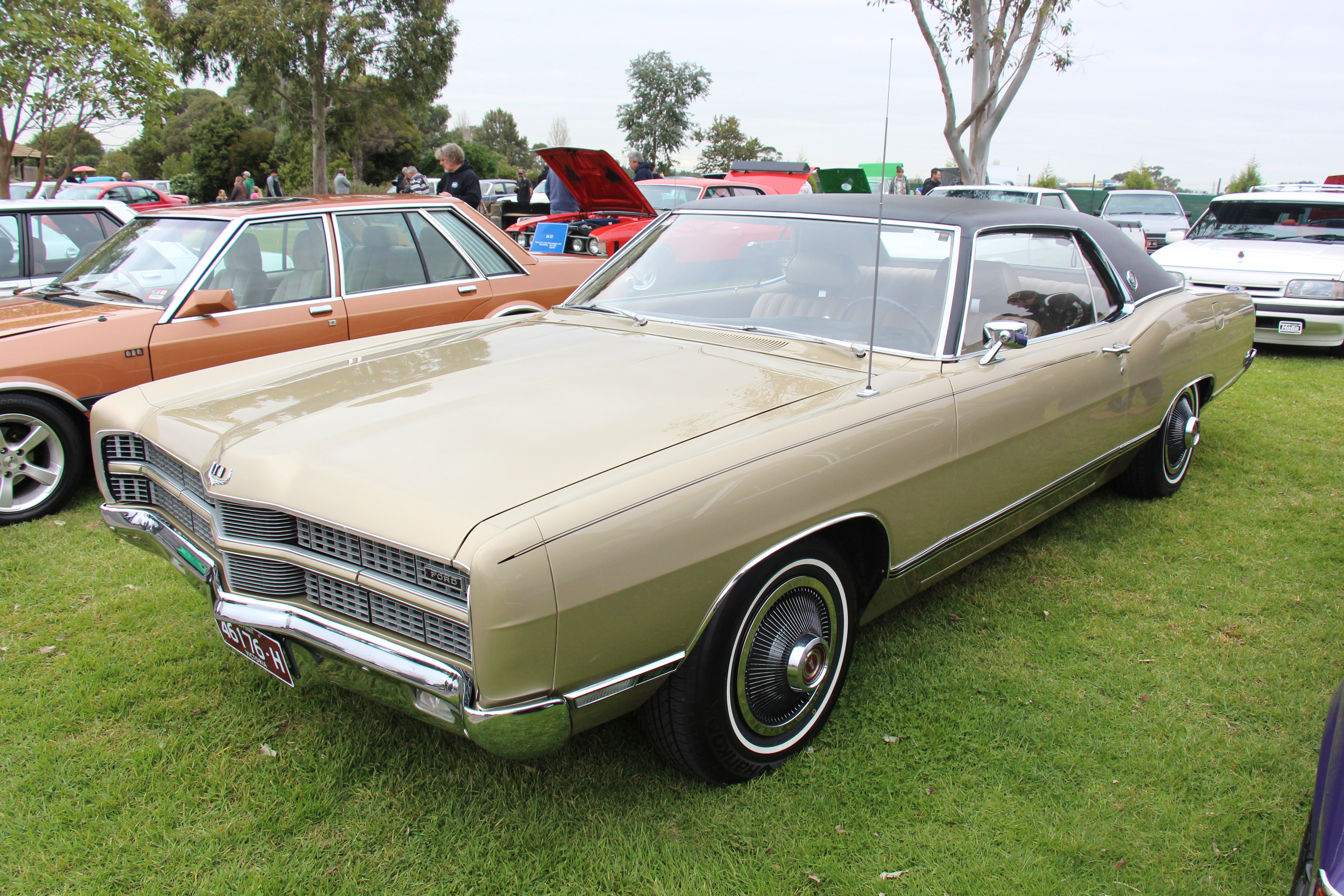
Ford LTD Hardtop Coupé

Im ersten Modelljahr der neuen LTD-Generation war das Modell nur in einer einzigen Ausstattungsvariante erhältlich. Als Karosserieversionen gab es ein zweitüriges Hardtop Coupé und einen viertürigen Hardtop Sedan jeweils ohne B-Säule sowie einen viertürigen Sedan mit B-Säule; hinzu kamen Kombis mit zwei oder drei Sitzreihen. Die Scheinwerfer aller LTD-Modelle dieses Jahrgangs sind im Ruhezustand mit Klappen verdeckt, deren Verkleidung das Muster der Kühlermaske aufgreift; dadurch entsteht der Eindruck eines über die gesamte Wagenbreite reichenden Kühllufteinlasses. Mit einem Listenpreis von 3.278 US-$ war der viertürige Hardtop Sedan – abgesehen vom Ford Thunderbird – die teuerste Limousine der Marke Ford. Alle Karosserieversionen zusammengenommen, entstanden 417.677 Ford LTDs. Der LTD war damit die erfolgreichste Version von Fords Full-Size-Modellen.

### 1970

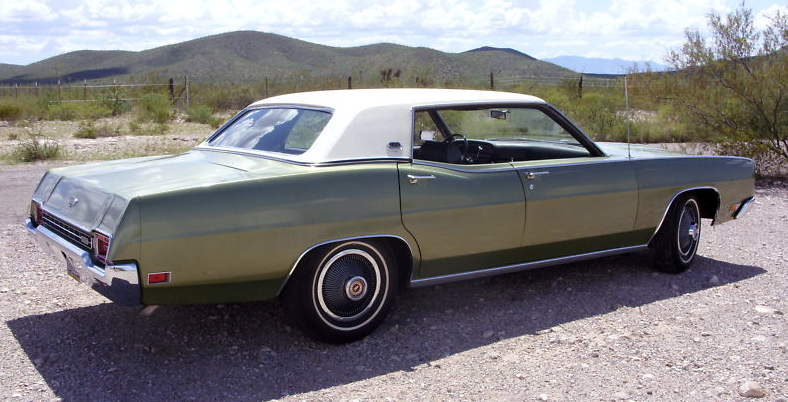
Ford LTD Hardtop Sedan

Im Modelljahr 1970 waren die gleichen Karosserieversionen wie 1969 erhältlich. Ford gliederte die LTD-Reihe nunmehr in eine Basisversion und eine besser ausgestattete Variante, die die Bezeichnung LTD Brougham erhielt. Äußerlich unterschied sich der Brougham nicht von der einfacheren LTD-Variante. Die Brougham-Linie gab es für alle Coupés und Limousinen, nicht aber für die Kombis. Sie war jeweils etwa 120 US-$ teurer als der einfache LTD. Teuerste Ford-Limousine war in diesem Jahr der LTD Brougham Hardtop Sedan, der zu einem Listenpreis von 3.579 US-$ verkauft wurde. Die Produktion fiel auf 373.940 Fahrzeuge.

### 1971

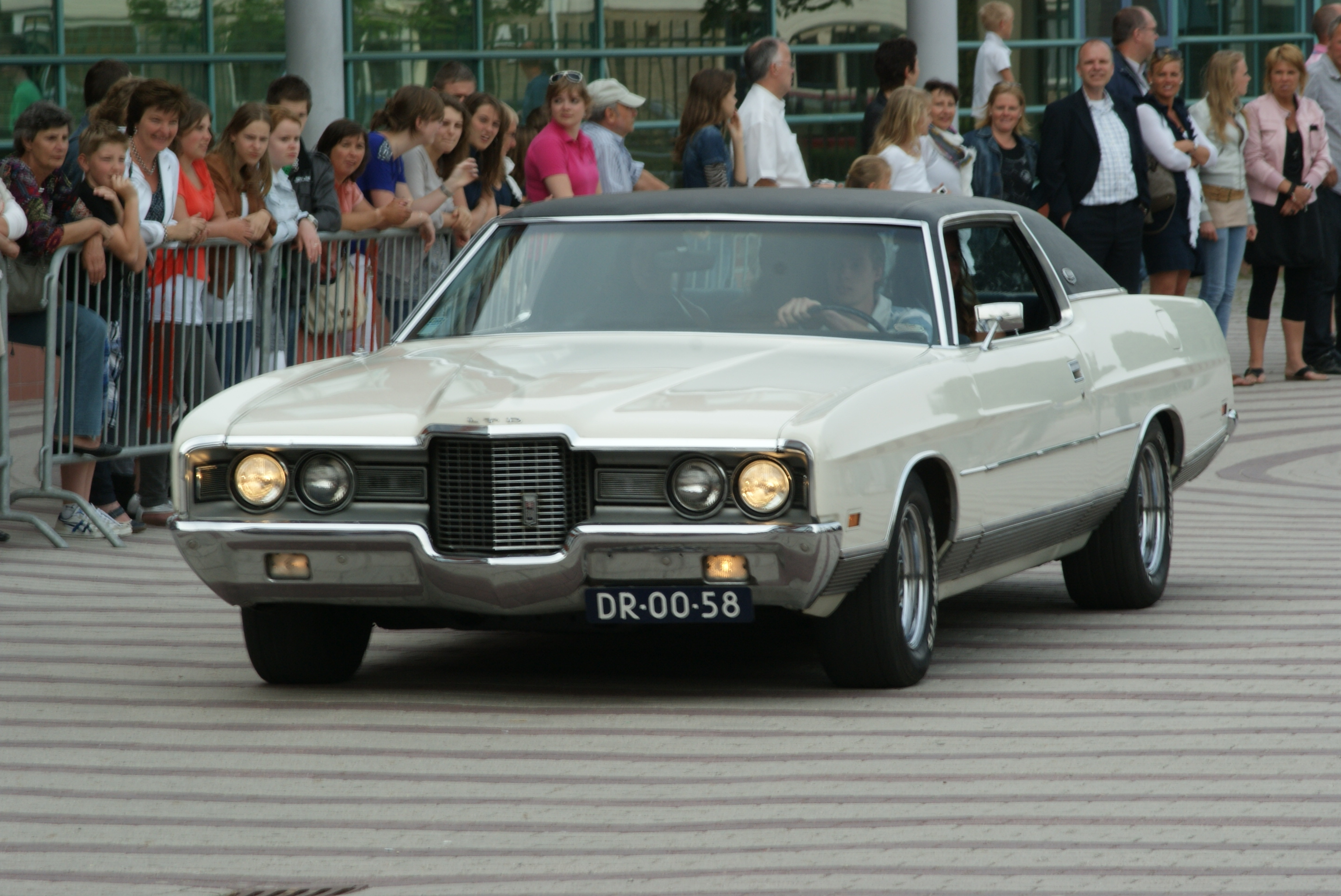
Ford LTD Hardtop Coupé

Zum Modelljahr 1971 integrierte Ford das zweitürige Cabriolet, das bislang als Ford XL verkauft worden war, als weitere Karosserieversion in die LTD-Reihe. Die geschlossenen Stufenheckmodelle waren weiterhin in einer Basis- und einer LTD-Brougham-Version erhältlich. Alle Karosserieversionen erhielten ein Facelift, das vor allem eine ausgeprägte Knudsen-Nase an der Frontpartie brachte. Die Kühlermaske durchbricht den vorderen Stoßfänger und läuft vorn spitz zu. Die Klappscheinwerfer, die bislang zur LTD-Reihe gehörten, entfielen; in diesem Modelljahr hatte der LTD wie alle anderen Full-Size-Fords offene runde Doppelscheinwerfer. Preiswertestes LTD-Modell war das Hardtop Coupé (3.923 US-$), die teuerste Stufenheckversion war der Brougham Hardtop Sedan (4.140 US-$). Insgesamt baute Ford in diesem Modelljahr etwa 478.000 LTDs, wobei das Cabriolet mit 5.750 Exemplaren die seltenste und der sechssitzige Kombi Country Squire (130.644 Autos) die am häufigsten produzierte Variante war.

### 1972

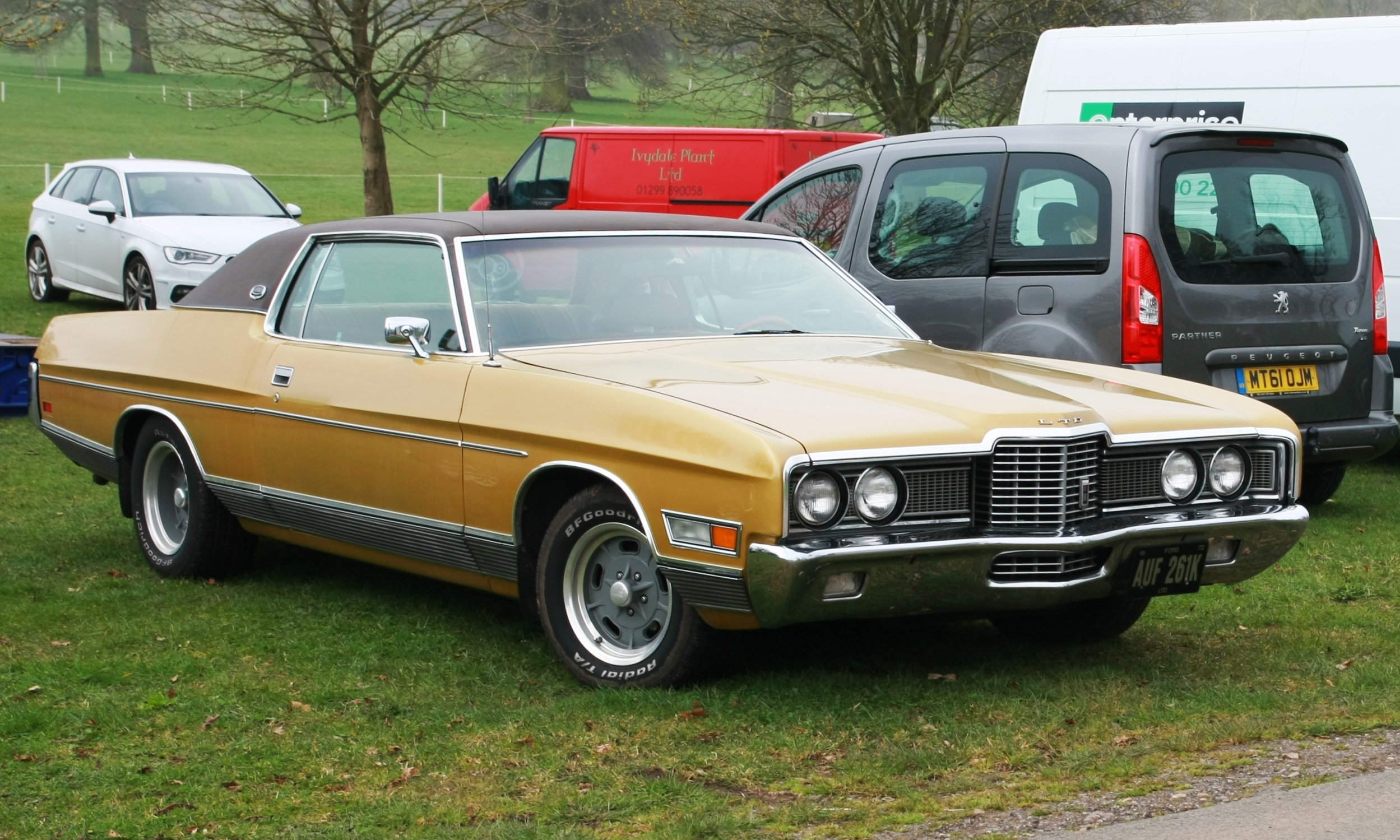
Ford LTD Hardtop Coupé

Für das Modelljahr 1972 gab es nur geringfügige Änderungen. Stilistisch beschränkten sich die Modifikationen auf einen neu gestalteten vorderen Stoßfänger und auf anders positionierte seitliche Zierleisten. Das Programm der Motorisierungen änderte sich nicht, allerdings wurde die Motorleistung in diesem Jahr erstmals in Netto- und nicht mehr in Bruttowerten angegeben, woraus nominell – allerdings nicht tatsächlich – niedrigere Leistungswerte resultierten. So gab Ford die Leistung der Basismotorisierung – ein 5752 cm³ großer Achtzylinder-V-Motor – 1972 mit 153 SAE-PS (netto) an, während im Jahr zuvor der gleiche Motor mit einer Leistung von 240 SAE-PS (brutto) im Programm gestanden hatte. Die Listenpreise sanken im Vergleich zum Vorjahr jeweils um etwa 50 US-$. Die Produktion lag 1972 mit 475.112 Autos auf annähernd gleichem Niveau wie 1971.

## Produktion
Die Produktion des Ford LTD verteilte sich auf fünf verschiedene Standorte in den USA sowie auf einen in Kanada. In vier Jahren entstanden, alle Karosserieversionen zusammengenommen, fast 1.750.000 LTDs.
| Produktionszahlen |                |           |               |               |         |         |         |
| Karosserieform    | Karosserieform | Cabriolet | Hardtop Coupé | Hardtop Sedan | Sedan   | Kombi   | Summe   |
| Modelljahr        | 1969           |           | 111.565       | 113.168       | 63.709  | 129.235 | 417.677 |
| Modelljahr        | 1970           |           | 96.324        | 90.390        | 78.306  | 108.914 | 373.934 |
| Modelljahr        | 1971           | 5.750     | 147.199       | 75.986        | 118.446 | 130.644 | 478.025 |
| Modelljahr        | 1972           | 4.057     | 151.457       | 57.106        | 141.076 | 121.416 | 475.112 |